# Albert Bengtsson
Albert Vilhelm Bengtsson, född 16 augusti 1925 i Malmö, död 7 juni 2011 i Nyhamnsläge, Höganäs kommun, var en svensk jurist som var lagman i Lycksele tingsrätt från 1972 till 1978.
Bengtsson blev juris kandidat 1951 och genomförde tingstjänstgöring 1951–1954 innan han blev fiskal vid hovrätten för Övre Norrland 1954. Han var rådman vid Umeå rådhusrätt 1957–1971. Han var lagman över Lycksele tingsrätt 1972–1978. Han var försäkringsråd och chef för försäkringsrätten i Norra Sverige 1972–1992.
Bengtsson var son till köpman Nils Bengtsson och hans maka Olga, född Åberg. Han var från 1952 gift med filosofie kandidat Lill Margareta, född Jönsson 1927. Bengtsson är begraven på Brunnby kyrkogård.